# Gosseldange
Gosseldange är en ort i Luxemburg.   Den ligger i distriktet Luxemburg, i den centrala delen av landet, 13 kilometer norr om huvudstaden Luxemburg. Gosseldange ligger 219 meter över havet och antalet invånare är 458.
Terrängen runt Gosseldange är platt norrut, men söderut är den kuperad. Gosseldange ligger nere i en dal.  Runt Gosseldange är det mycket tätbefolkat, med 1 135 invånare per kvadratkilometer.. Närmaste större samhälle är Luxemburg, 12,8 kilometer söder om Gosseldange. 
I omgivningarna runt Gosseldange växer i huvudsak blandskog.